# 蔗糖酶
蔗糖酶（英語：Sucrase，系统名称为β-呋喃果糖苷酶，是可把蔗糖水解为葡萄糖和果糖的酶。
蔗糖酶是一種消化酶，可催化蔗糖水解到其亞基果糖和葡萄糖。 有一種形式的蔗糖酶 - 異麥芽糖酶，在刷狀緣膜分泌，而轉化酶在植物中更常見，它也透過不同的機制水解蔗糖。[

## 種類
- EC 3.2.1.10 是異麥芽糖酶
- EC 3.2.1.26 是轉化酶
- EC 3.2.1.48 是蔗糖α-葡萄糖苷酶

## 制取
工业使用的蔗糖酶通常从酵母中制取，蜜蜂同样分泌这种酶，该酶的最适温度为60℃，最适pH为4.5。过去通常用硫酸水解蔗糖。

## 脚注
1. 1 2  Hubert Schiweck, Margaret Clarke, Günter Pollach "Sugar” in Ullmann’s Encyclopedia of Industrial Chemistry 2007, Wiley-VCH, Weinheim. doi:10.1002/14356007.a25_345.pub2